# حملة الفقراء

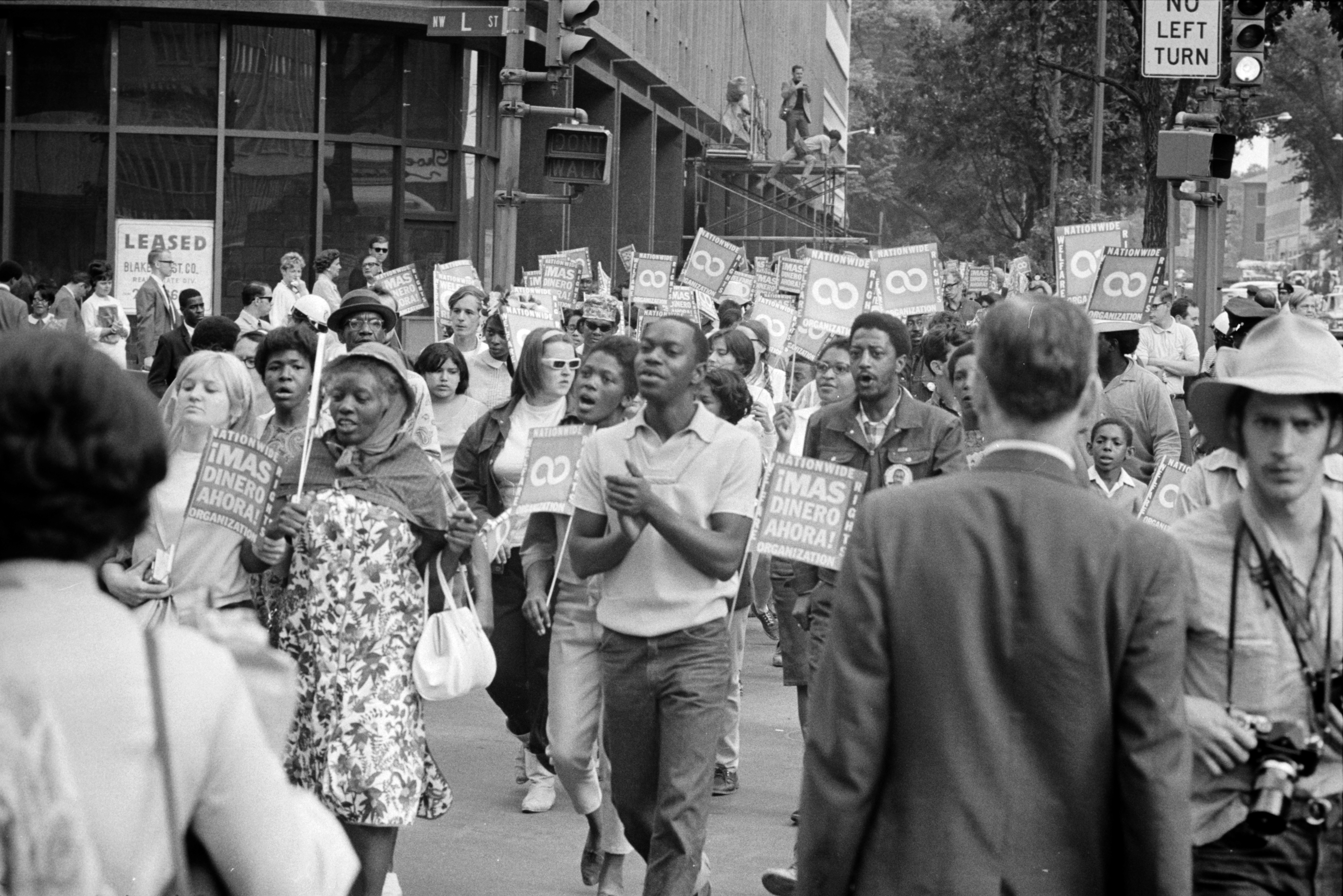

حملة الفقراء، أو مسيرة الفقراء في واشنطن هي محاولة نظمها مارتن لوثر كينغ الابن بالتعاون مع القيادة المسيحية الجنوبية ونفذها رالف أبيرناثي في عام 1968 لتحقيق العدالة الاقتصادية للفقراء في الولايات المتحدة. طالبت الحملة بالحقوق الاقتصادية والإنسانية للأمريكيين الفقراء بغض النظر عن خلفيتهم العرقية. أقام المشاركون معسكراً احتجاجياً بمشاركة ثلاثة آلاف شخص في واشنطن مول بعد تقديمهم مجموعة منظمة من الطلبات للكونغرس والوكالات التنفيذية دون جدوى، ومكثوا هناك لمدة ستة أسابيع في فترة الربيع من عام 1968.
عززت فكرة أنه من حق جميع الناس أن يكون لديهم ما يحتاجونه للعيش أو ما يعرف بالعدالة الاقتصادية الدافع وراء حملة الفقراء. حوّل كينغ وقيادة الجنوب المسيحي تركيزهما على هذه القضايا بعد أن لاحظوا أن الانتصارات في مجال الحقوق المدنية لم تحسن الأوضاع المادية للعديد من الأمريكيين من أصل أفريقي. كانت حملة الناس الفقراء متعددة الأعراق بما في ذلك الأمريكيين من أصل أفريقي والأمريكيين البيض والأمريكيين الآسيويين والأمريكيين اللاتينيين والأمريكيين الأصليين متحدين نحو هدف واحد وهو تخفيف حدة الفقر بغض النظر عن العرق.
وفقاً للمؤرخين السياسيين مثل «باربارا كروكشانك» فإن الفقراء لم يتوقعوا أن يجدوا أنفسهم كمجموعة متحدة حتى وحدهم الرئيس ليندون جونسون عندما أعلن الحرب ضد الفقر في عام 1964 الأمر الذي جعلهم على هذا النحو. أشارت الأرقام التي ظهرت في الإحصائيات منذ عام 1960 في مكتب إحصاءات العمل ووزارة التجارة الأمريكية والنظام الاحتياطي الفيدرالي إلى أنه هناك 40-60 مليون أمريكي أو ما يعادل 22-33% من المواطنين يعيشون تحت خط الفقر.بالإضافة لأن طبيعة الفقر نفسها كانت تتغير في الوقت نفسه مع تزايد عدد السكان في المدن أي ليسوا في مزارع ولا يمكنهم أن يزرعوا ويأكلوا مما يحصدوا. عانى الفقراء الأمريكيين من أصل أفريقي وبشكل خاص النساء منهم من العنصرية والتمييز الجنسي الأمر الذي زاد من أثر الفقر خاصة بعد أن أصبح مفهوم «أمهات الرفاهية» مفهوماً معترفاً به وطنياً.
بدت الحرب على الفقر بحلول عام 1968 كأنها حرب فاشلة إذ أهملتها إدارة جونسون والكونغرس الذين أرادوا التركيز على حرب فيتنام. سعت الحملة لمكافحة الفقر من خلال أمرين: الدخل والسكن. وحاولت مساعدة الفقراء عن طريق التقليل من احتياجاتهم وتوحيد جميع الأعراق في إطار مشترك والبدء في تقديم الحلول. طلبت حملة الفقراء من الحكومة بموجب قانون الحقوق الاقتصادية إعطاء الأولوية لمساعدة الفقراء من خلال حزمة بقيمة 30 مليار دولار لمكافحة الفقر، تضمنت الحزمة الالتزام بحق العمالة وقياس الدخل السنوي المضمون بالإضافة للمزيد من الشقق والمساكن لذوي الدخل المحدود. تُعتبر حملة الفقراء الشعبية المرحلة الثانية من حركة الحقوق المدنية إذ قال كينغ: «نعتقد أن الوطنية الحقيقية تتطلب إنهاء الحرب وبدء حرب غير دموية تهدف لتحقيق النصر النهائي على العنصرية والفقر».
أراد كينغ نقل الفقراء إلى العاصمة واشنطن كي يجبر السياسيين على رؤيتهم والتفكير في حل لمشاكلهم، وصرح بخصوص هذا الموضوع: «يجب أن نأتي في عربات تجرها البغال وفي شاحنات قديمة أو أي نوع من وسائل النقل التي يمكن أن تلفت الأنظار لها، يجب أن يأتي الناس لواشنطن ويجلسوا في الشوارع إذا لزم الأمر كي يقولوا: نحن هنا ونحن فقراء ولا نملك أية أموال، دفعتنا البغال إلى هذا الطريق وقد جئنا لنبقى هنا حتى تفعلوا شيئاً حيال ذلك».

## التطوير

### فكرة
امتلكت حملة الناس الفقراء أصول معقدة، فكر كينغ منذ أكتوبر 1966 في جلب الفقراء للعاصمة عندما نظم ناشطو حق الرفاهية مسيرة في المول استمرت ليوم واحد فقط في مايو من عام 1967، أخبر كينغ مساعديه أثناء تراجع قيادة الجنوب المسيحي في فروغمور أن على قيادة الجنوب المسيحي رفع درجة الاحتجاجات السلمية لمستوى جديد من أجل الضغط على الكونغرس لتمرير حزمة حقوق اقتصادية تخص فقراء الأمة. عزم المجلس الأعلى لحقوق الإنسان توسيع كفاحه في مجال الحقوق المدنية كي يشمل المطالب بالعدالة الاقتصادية وتحدي حرب فييتنام. أعلن كينغ في خطابه الختامي للمؤتمر عن تحولهم من «الإصلاح» إلى «الثورة» كما ذكر:«قد انتقلنا من عصر الحقوق المدنية إلى عصر حقوق الإنسان».
كتب كينغ استجابة للغضب الذي أدى لأعمال شغب في نيويورك في الفترة الممتدة من 12 وحتى 17 يوليو عام 1967 وديترويت في 23-27 يوليو 1967 تقريراً بالتعاون مع ضديقه المقرب ستانلي ليفيسون وحمل عنوان «الأزمة في مدن أمريكا»، نُشر التقرير في أغسطس ودعا إلى احتجاجات حضارية منضبطة في واشنطن بشكل خاص.

### التخطيط
خُطط بشكل رئيسي لمؤتمر قيادة الجنوب المسيحي  خلال اجتماع استمر خمسة أيام من 27 نوفمبر وحتى 1 ديسمبر 1967 في فروغمور مع قيادة كينغ، أي قبل الإعلان عن الحملة بشكل رسمي. وافقت المجموعة على تنظيم عصيان مدني سلمي في العاصمة واشنطن بهدف رئيسي محدد هو: «الوظائف والدخل». أراد كينغ أن تكون المظاهرة سلمية تماماً ولكن في ذات الوقت شديدة وقوية ومزعجة ومثيرة للقلق، أي أن كينغ أراد الحصول على الاهتمام كما لو أنه يقوم بأعمال شغب، لكن دون تدمير الممتلكات.
رفض العديد من أعضاء المجلس فكرة احتلال واشنطن. عارض بايارد روستين العصيان المدني، وأراد آخرون مثل جيسي جاكسون نصب الاهتمام تجاه أولويات أخرى، استمرت معارضة الحملة طوال فترة التخطيط.
سافر كينغ في فبراير 1968 إلى واشنطن من أجل لقاء الناشطين المحليين وإعداد الموارد والاحتياجات اللازمة لدعم الحملة. أراد بعض المخططين لهذه المسيرات والتي كان مقرراً أن تصل واشنطن في 2 مايو استهداف سياسيين محددين، بينما أراد آخرون تجنب ما أسموه بالتسول والتركيز على بناء الحركة والتعليم المتبادل.

### الشهرة الإعلامية
أعلنت قيادة الجنوب المسيحي عن الحملة في 4 ديسمبر 1967 وألقى كينغ خطاباً وُصف بـ«ضرب من الجنون الاجتماعي والذي قد يؤدي للخراب الوطني». أنشأت قيادة الجنوب المسيحي ووزعت صحيفة حملت عنوان «حقائق اقتصادية» مع إحصائيات تشرح ماهي أسباب الحملة ولماذا تُعد ضرورية. تجنب كينغ تقديم تفاصيل حول الحملة إذ حاول إعادة توجيه انتباه وتركيز وسائل الإعلام على الأمور المهمة والتي من أجلها بدأت الحملة. حافظت الحملة على السلمية والتزامها بها وصرح كينغ لاحقاً في أحد المؤتمرات:«بقينا أوفياء لفلسفة اللا عنف، وقد نجحت في نهاية الأمر».
كان لوسائل الإعلام تأثير سلبي جداً على الملتزمين بالسلمية داخل الحملة، إذ بدلاً من التركيز على القضايا الجيدة مثل التضافر بين جميع الأعراق وعدم وجود تفريق طبقي أو عنصري داخل الحركة، ركزت وسائل الإعلام على بعض الحوادث الفردية المحدودة والتي حضر فيها العنف وصراعات القيادة بين المشاركين بالإضافة لبعض تكتيكات الاحتجاج التي حملت طابعاً شديداً بعض الشيء.
زار كينغ العديد من المدن لجلب الدعم للحملة، خُطط لزيارات كينغ بعناية وكان تأثير وسائل الإعلام محدوداً عليه، عُقدت الاجتماعات التي ضمت القادة المتشددين من الزنوج خلف أبواب مغلقة. زار كينغ مدينة ماركس في الميسيسيبي في 18 مارس عام 1968 وهناك راقب معلماً يُعطي الغداء لطلابه، تألف الغداء من شريحة من التفاح وبعض المكسرات ما جعل كينغ يجهش بالبكاء. تحدث عن هذا الموضوع في الكاتدرائية الوطنية في واشنطن بعد أيام قليلة من الزيارة: «أتينا من أجل الفقراء، كنت في ماركس في الميسيسيبي والتي تقع في مقاطعة كويتمان وهي تعتبر أفقر مقاطعة في الولايات المتحدة، وأستطيع أن أقول لكم أنني رأيت مئات الأولاد والبنات الزنوج يسيرون في الشوارع حفاة الأقدام». قرر كينغ بدء حملة الفقراء في ماركس بسبب كثافتها السكانية والتباين الاقتصادي الواضح هناك.